# XVI Batalion Saperów
XVI batalion saperów (XVI bsap) – pododdział saperów  Wojska Polskiego w II Rzeczypospolitej.

## Dzieje batalionu
XVI batalion saperów został sformowany 18 września 1921 w garnizonie Grudziądz z połączenia 3 kompanii XVIII batalionu saperów i 3 kompanii XX batalionu saperów. 19 września 1921 XVI bsap został dyslokowany do Torunia.
3/XVIII kompania saperów została sformowana 20 lutego 1920 przez Kompanię Zapasową Saperów Nr 3 w Grodnie. Dowództwo kompanii powierzono porucznikowi Leonowi Benedyktowi Stapf. Początkowo kompania pracowała przy fortyfikowaniu Bugu, Brześcia, Łęk i Janowa. Odwrót pod Warszawę kompania przeprowadza przez Białą Podlaską, Mińsk Mazowiecki, Zegrze do Wólki Radzimińskiej. Po ufortyfikowaniu odcinka Benjaminów - Struga kompania stacza w nocy z 13 na 14 sierpnia 1920 krwawą walkę pod Wólką Radzymińską, w której ginie podporucznik Aleksander Becker. Zdekompletowaną kompanię odesłano do Grudziądza, skąd wyrusza w styczniu 1921 na Polesie, gdzie buduje mosty i przeprawy przez rzeki Śmierć, Prypeć i Horyń. We wrześniu powraca kompania na Pomorze i zostaje wcielona do 8 pułku saperów, jako 1/XVI kompania saperów.
3/XX kompania saperów powstała przez przemianowanie 2/XX kompanii saperów, sformowanej na Ukrainie w marcu 1920. Na Ukrainie fortyfikuje Matejkowo, Wielkie Koszlaki i Ruślice oraz stacza walki pod Kurnikami, Kuzimeńcami, Krzyżopolem i Koszlakami (23 lipca 1920). Podczas odwrotu kompania pozostaje w Małopolsce Wschodniej, gdzie bierze udział w walce o Glinnę, oraz naprawia mosty i drogi w Świżu, Zborowie, Podhorodyszczach, Płotyczy i Denysowie. 8 lipca 1921 kompania została włączona w skład 8 Pułku Saperów, otrzymując nową nazwę 2/XVI kompanii saperów.

## Żołnierze batalionu
Dowódcy batalionu:
- kpt. Jakub Witkowski
- mjr Karol Domes (od XI 1922)

Oficerowie:
- por. Stanisław Perko